# Jolanta Siwińska
Jolanta Siwińska (2 aprile 1991) è una calciatrice polacca, difensore e capitano dell'AP Orlen Gdańsk.
Nella sua lunga carriera ha indossato la maglia della nazionale del suo paese dalle giovanili alla nazionale maggiore, marcando con quest'ultima 25 presenze tra il 2013 e il 2021 raggiungendo la finale, poi persa 2-1 con l'Austria, dell'edizione 2016 della Cyprus Cup.

## Palmarès

### Club
- Campionato tedesco di seconda divisione: 1

Lübars: 2014-2015
- Campionato polacco: 1

Górnik Łęczna: 2019-2020
- Coppa di Polonia femminile: 1

Górnik Łęczna: 2019-2020